# ناحیه هومر، شهرستان میدلند، میشیگان
ناحیه هومر (به انگلیسی: Homer Township) یک منطقهٔ مسکونی در ایالات متحده آمریکا است که در شهرستان دانیلز، میشیگان واقع شده‌است.
 ناحیه هومر ۵۵٫۸ کیلومتر مربع مساحت و ۴٬۰۰۹ نفر جمعیت دارد و ۱۹۲ متر بالاتر از سطح دریا واقع شده‌است.